# Heilig-Geist-Hospital (Frombork)

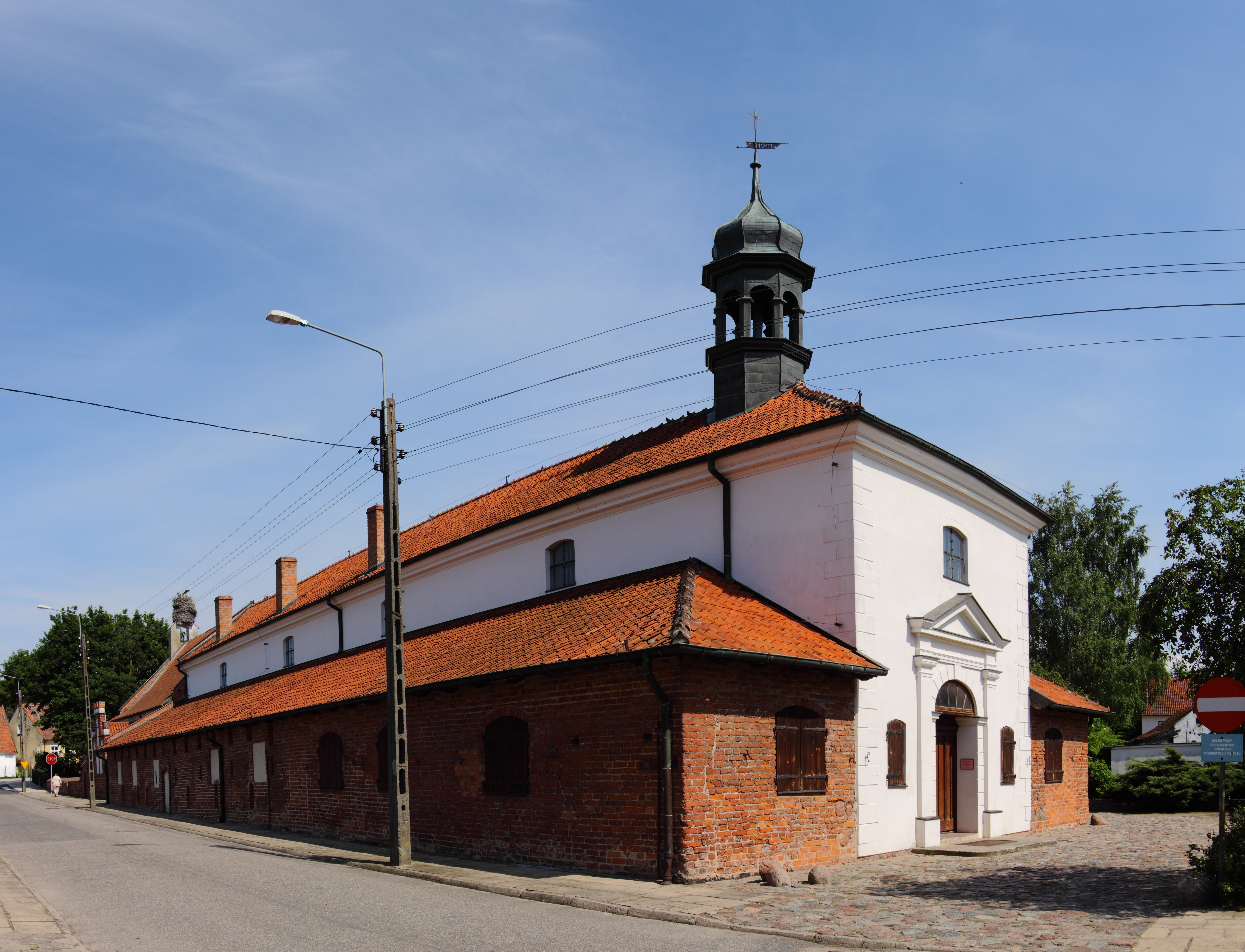
Frombork, Heilig-Geist-Hospital, Nordseite

Das Heilig-Geist-Hospital (polnisch Szpital św. Ducha) ist ein historischer Gebäudekomplex in Frombork (Frauenburg). Er ist das einzige unverändert erhaltene Hospitalgebäude aus der ersten Hälfte des 18. Jahrhunderts im heutigen Polen. Darin befindet sich ein Medizinhistorisches Museum.

## Lage
Das Heilig-Geist-Hospital befindet sich in der ul. Stara 6 östlich der historischen Altstadt von Frombork (Frauenburg). Diese war im Mittelalter der Sitz des Fürstbistums Ermland und gehörte danach zur Provinz Ostpreußen. Seit 1945 ist sie polnisch und gehört jetzt zur Woiwodschaft Ermland-Masuren.

## Beschreibung
Das ehemalige Heilig-Geist-Hospital ist ein langgestreckter Gebäudekomplex. Dieser umfasst im Osten eine einschiffige Kapelle mit halbrunder Apsis sowie im Westen einen länglichen Bauteil, an dessen Seiten jeweils sechs ehemalige Zellen für Kranke angebaut sind.
In der Kapelle sind eine Kanzel aus dem 18. Jahrhundert, ein barocker Chorstuhl, weitere Gegenstände sowie farbige (polychrome) Wandmalereien aus dem 15. Jahrhundert erhalten. Im Westteil befindet sich das Medizinhistorische Museum mit Ausstellungsstücken.

## Geschichte
Das Heilig-Geist-Hospital wurde im 15. Jahrhundert erbaut.

Von 1507 bis 1519 wurde dieses von Antoniter-Mönchen, die aus Tempzin gekommen waren, betrieben. In dieser Zeit wurden Umbauten mit Backsteinen vorgenommen.
Seit 1686 gab es erneute Umbauten. Bei diesen wurden an den Längsseiten jeweils sechs kleine Einzelräume (Zellen) für Kranke angebaut, die Türen zum Haupttrakt sind erhalten. Seit 1874 wurde das Gebäude als Armenhaus durch Katharinenschwestern betrieben.
1945 wurde das Gebäude beschädigt und in den 1950er Jahren wiederhergestellt. Seit 1991 befindet sich dort das Medizinhistorische Museum der Stadt Frombork.